# ケイシー・ロジャース
ケイシー・ロジャース(Kasey Rogers、1926年12月15日 - 2006年7月6日)は、アメリカ合衆国の女優。

## 来歴
ミズーリ州モアハウス市生まれだが、2歳の時にはカリフォルニア州に移り住んだ。本名はImogene Rogers。子供の頃に野球が得意だったことから、有名な詩「Casey at the Bat」にちなんで友だちからCaseyというあだ名をつけられ、この頭文字をCからKに換えて後の芸名とした。
当初はLaura ElliottまたはLaura Elliotという芸名で、パラマウント映画での俳優の仕事を始めたケイシーは、『諜報部員ディック・バートン』(1949年)、『サムソンとデリラ 愛と裏切りの伝説』(1949年)、『Paid In Full』(1950年)、『失われた世界』(1951年)と順調にキャリアを重ね、アルフレッド・ヒッチコックの『見知らぬ乗客』(1951年)にも出演した。
1950年代中ごろからはTVドラマシリーズに数多くゲスト出演していたが、1964年には『Peyton Place』で主役に抜擢される。さらに1966年には、アイリーン・バーノンから引き継ぐ形で『奥さまは魔女』のルイーズ・テイト役に抜擢された。1972年に番組が終了してからは、若干のTVドラマやバラエティーなどにゲスト出演していたが、やがて家庭に専念するために俳優を廃業した。2度の結婚で儲けた4人の子供たちを育て上げてからは、執筆やTVシリーズ『Son of a Witch』の脚本などで、その才能を生かしていた。
喉頭ガンを罹患し、数年間の闘病生活を過ごしていたが、2006年7月6日に心停止に陥り没す。

## モータースポーツ
1970年代からはオートバイに興味を持ち始めた。息子が購入し草レースで優勝したことに触発され、ケイシー自身もバイクに乗り始めた。だが、最初に所有したホンダ製500ccロードスポーツには取り回しに苦労させられ、すぐに125ccダートトラック用に乗り換えた。これが、モトクロスレースの世界とかかわりを持つきっかけになった。1974年、彼女は女性ライダーを支援する組織PURR(PowderPuffs Unlimited Riders and Racers)を立ち上げ、1975年にはロサンゼルス・メモリアル・コロシアムで女性選手による大会を開催し、大成功を収めた。なお、PowderPuffとは『Modern Cycle Magazine』誌で連載していた彼女のエッセイのタイトルであり、現在では女性レースのクラス名ともなっている。
1977年まではレースにも出場しており、ケイシーは女性ライダーとして、またオーガナイザーとしてパイオニアのひとりに挙げられている。

## 出演映画・TV
- 1949年 諜報部員ディック・バートン -Special Agent
- 1949年 恐慌の街 -Chicago Deadline
- 1949年 サムソンとデリラ 愛と裏切りの伝説 -Samson and Delilah
- 1950年 血塗られた情事 -The File on Thelma Jordon
- 1950年 Girl’s School
- 1950年 Paid in Full
- 1950年 No Man of Her Own
- 1950年 Union Station
- 1950年 虐殺の街 -Dark City
- 1951年 失われた世界 -Two Lost Worlds
- 1951年 The Mating Season
- 1951年 見知らぬ乗客 -Strangers on a Train
- 1951年 陽のあたる場所 -A Place in the Sun
- 1951年 地球最後の日 -When Worlds Collide
- 1951年 花婿来たる -Here Comes the Groom
- 1951年 Silver City
- 1951年 腰抜けモロッコ騒動 -My Favorite Spy
- 1952年 Something to Live For
- 1952年 Denver and Rio Grande
- 1953年 炎の館 -Jamaica Run
- 1954年 フランス航路 -The French Line
- 1954年 About Mrs. Leslie
- 1955年 Stage 7(TV)
- 1955年 The Line Ranger(TV)
- 1955年 Frontier(TV)
- 1956年 The Adventure of Jim Bowie(TV)
- 1956年～1961年 The Life and Legend of Wyatt Earp(TV)
- 1957年 The Millionaire(TV)
- 1957年 Sergeant Preston of the Yukon(TV)
- 1957年 Panic!(TV)
- 1957年 Goodyear Theatre(TV)
- 1958年 Richard Diamond, Private Detective(TV)
- 1958年 Aloca Theatre(TV)
- 1958年 State Trooper(TV)
- 1958年 Frontier Doctor(TV)
- 1958年 Yancy Derringer(TV)
- 1958年 Trackdown(TV)
- 1958年 The Rough Riders(TV)
- 1959年 The David Niven Show(TV)
- 1958年～1960年 Colt .45(TV)
- 1958年～1961年 Maverick(TV)
- 1959年 Ask Any Girl
- 1959年 The Restless Gun(TV)
- 1959年 ダッジ・シティ -The Gunfight at Dodge City
- 1959年 M Squad(TV)
- 1959年 Lawman(TV)
- 1959年 Cheyenne(TV)
- 1959年～1960年 Perry Mason(TV)
- 1959年～1960年 Bat Masterson(TV)
- 1959年～1960年 Wanted:Dead or Alive(TV)
- 1959年～1960年 Look Up(TV)
- 1960年 Sugarfoot(TV)
- 1960年 Hennesey(TV)
- 1960年～1961年 Hawaiian Eye(TV)
- 1961年 77 Sunset Strip(TV)
- 1961年 The Case of the Dangerous Ribon(TV)
- 1961年 The Brothers Brannagan(TV)
- 1962年 Thriller(TV)
- 1964年 Naked Flame
- 1964年 Peyton Placa(TV)
- 1964年 The Lucky Show(TV)
- 1966年～1972年 奥さまは魔女 -Bewitched(TV)
- 1969年 Lost Flight(TV)
- 1970年 スパイ大作戦 -Mission: Impossible(TV)
- 1971年 The Bold Ones: The New Doctors(TV)
- 1971年 Adam-12(TV)
- 1971年 Longstreet(TV)
- 1974年 Lucas Tanner(TV)
- 1974年 Marcus Welby, M. D.(TV)
- 1975年 The Invisible Man(TV)
- 2000年 Swiss Family Robinson: Lost in the Jungle(TV)

## 書籍
- 『「奥さまは魔女」クッキング・ブック』(マーク・ウッドとの共著) ISBN 4898292631